# Тетратионат калия
Тетратионат калия — неорганическое соединение,
соль калия и тетратионовой кислоты с формулой K2S4O6,
бесцветные кристаллы,
растворяется в воде.

## Получение
- Окисление разбавленного раствора тиосульфата калия иодом:

{\displaystyle {\mathsf {2K_{2}SO_{3}S+I_{2}\ {\xrightarrow {}}\ K_{2}S_{4}O_{6}+2KI}}}

## Физические свойства
Тетратионат калия образует бесцветные кристаллы
моноклинной сингонии,
пространственная группа C c,
параметры ячейки a = 2,2081 нм, b = 0,7991 нм, c = 1,0108 нм, β = 102,28°, Z = 8.
Растворяется в воде, не растворяется в этаноле.

## Химические свойства
- Разлагается при нагревании:

{\displaystyle {\mathsf {K_{2}S_{4}O_{6}\ {\xrightarrow {T}}\ K_{2}SO_{4}+SO_{2}+2S}}}
- Реагирует с сульфидами:

{\displaystyle {\mathsf {K_{2}S_{4}O_{6}+K_{2}S\ {\xrightarrow {}}\ 2K_{2}S_{2}O_{3}+S}}}